# Высокая гора (Хакасия)
Высо́кая гора́ — одна из горных вершин на юге Хакасии, в Таштыпском районе, имеет высоту 2490 м над уровнем моря. Находится в предгорьях Западного Саяна, в верховьях реки Малый Абакан (51° 47' с. ш. 88° 55' в. д.).
Вершина плоская, с каменистой тундрой, склоны крутые, покрыты темнохвойной тайгой.